# Eduardo Kogitzki
Eduardo Kogitzki Anastacio, conhecido como Dudu,(Curitiba, 1 de janeiro de 2006), é um jogador de futebol brasileiro. Iniciou a sua trajetória no futebol aos quatro anos, jogando com seu pai em uma praça próxima à sua casa.[carece de fontes?]

## Biografia
De origem polonesa, aos seis anos, entrou para a equipe de futsal de sua escola. Com sete anos, ingressou no futsal do Coritiba e, após quatro anos, transferiu-se para o Athletico Paranaense, o maior rival do Coritiba. No Athletico, migrou para a equipe de campo e teve uma ascensão notável.
Aos 15 anos, Dudu foi convocado pela primeira vez para a Seleção Brasileira Sub-15. Em abril de 2022, foi novamente convocado, desta vez para a categoria Sub-17, para disputar o Torneio de Montaigu, na França, onde conquistou seu primeiro título pela Seleção Brasileira.
No mesmo ano, ele se destacou no Sub-17 do Athletico Paranaense, marcando seis gols em 30 jogos. Suas atuações o levaram a ser promovido à equipe Sub-20 do clube em 2023, onde já acumula 14 jogos, três gols.

## Carreira
Em abril de 2023, Dudu foi o destaque da Seleção Brasileira Sub-17, contribuindo para a conquista do título do Sul-Americano da categoria, sendo o jogador com mais participações em gols na competição, com três gols e seis assistências.
Dudu deu um importante passo em sua carreira ao ser relacionado para o time profissional do Athletico Paranaense em 9 de julho, em uma partida contra o Fortaleza, válida pelo Campeonato Brasileiro Série A.